# Electric Warrior
| Recensione                    | Giudizio       |
| ----------------------------- | -------------- |
| AllMusic                      | [ 4 ]          |
| Robert Christgau              | B              |
| Sputnikmusic                  | 5.0 (Classic)  |
| Encyclopedia of Popular Music | [ 7 ]          |
| Ondarock                      | Pietra miliare |
| musicOMH                      | [ 9 ]          |
| Record Collector              | [ 10 ]         |
| Pitchfork                     | 9.5/10         |
| Uncut                         | [ 12 ]         |

Electric Warrior è il secondo album in studio dei T. Rex pubblicato nel 1971.
La rivista Rolling Stone l'ha inserito al 160º posto della sua lista dei 500 migliori album. Nel 1987, Electric Warrior è stato posizionato al 100º posto nella lista dei "Cento migliori album degli ultimi vent’anni". Nel 2004, la rivista online Pitchfork l’ha definito il ventesimo miglior album degli anni 70’, mentre l’anno seguente è stato incluso nella lista 1001 Albums You Must Hear Before You Die.
I brani "Jeepster" e "Cosmic dancer" fanno rispettivamente parte delle colonne sonore di "A prova di morte" (2007) e "Billy Elliot" (2000), mentre "Get it on" è stato incluso sia in "Billy Elliot" che in "Jarhead" (2005). Il brano "Cosmic Dancer" è stato utilizzato anche nella colonna sonora della seconda stagione di Sex Education.

## Tracce

### LP
Lato A
1. Mambo Sun – 3:38
2. Cosmic Dancer – 4:27
3. Jeepster – 4:10
4. Monolith – 3:45
5. Lean Woman Blues – 3:00

Lato B
1. Get It On – 4:25
2. Planet Queen – 3:11
3. Girl – 2:30
4. The Motivator – 3:59
5. Life's a Gas – 2:22
6. Rip Off – 3:39

### CD
Edizione CD del 2001, pubblicato dalla A&M Records (493 113-2)
1. Mambo Sun – 3:42
2. Cosmic Dancer – 4:30
3. Jeepster – 4:12
4. Monolith – 3:49
5. Lean Woman Blues – 3:02
6. Get It On – 4:26
7. Planet Queen – 3:14
8. Girl – 2:33
9. The Motivator – 4:01
10. Life's a Gas – 2:25
11. Rip Off – 3:42
12. Rip Off (Work in Progress) – 2:30 – Traccia bonus
13. Mambo Sun (Work in Progress) – 3:57 – Traccia bonus
14. Cosmic Dancer (Work in Progress) – 5:15 – Traccia bonus
15. Monolith (Work in Progress) – 4:48 – Traccia bonus
16. Get It On (Work in Progress) – 4:44 – Traccia bonus
17. Planet Queen (Work in Progress) – 0:57 – Traccia bonus
18. The Motivator (Work in Progress) – 4:19 – Traccia bonus
19. Life's a Gas (Work in Progress) – 3:15 – Traccia bonus

Edizione CD del 2003, pubblicato dalla Reprise Records e Rhino Records (R2 76111)
1. Mambo Sun – 3:41
2. Cosmic Dancer – 4:30
3. Jeepster – 4:12
4. Monolith – 3:49
5. Lean Woman Blues – 3:04
6. Bang a Gong (Get It On) – 4:27
7. Planet Queen – 3:13
8. Girl – 2:32
9. The Motivator – 4:00
10. Life's a Gas – 2:24
11. Rip Off – 3:46
12. There Was a Time – 1:00 – Traccia bonus
13. Raw Ramp – 4:16 – Traccia bonus
14. Planet Queen (Acoustic Version) – 3:00 – Traccia bonus
15. Hot Love – 4:59 – Traccia bonus
16. Woodland Rock – 2:24 – Traccia bonus
17. King of the Mountain Cometh – 3:47 – Traccia bonus
18. The T. Rex Electric Warrior Interview – 19:35 – Traccia bonus

## Formazione
- Marc Bolan - voce, chitarre
- Mickey Finn - percussioni, voce
- Steve Currie - basso
- Will Legend - batteria
- Ian McDonald - sassofoni
- Burt Collins - flicorno
- Howard Kaylan - accompagnamento vocale-cori
- Mark Volman - accompagnamento vocale-cori

Note aggiuntive
- Tony Visconti - produttore (per la Straight Ahead Productions)
- Registrazioni effettuate al: Wally Heider (Los Angeles); Media Sound (New York); Trident Studios e Advision Studios (Londra);
- Rik Pekkonen, Malcolm Cecil, Roy Thomas Baker e Martin Rushent - ingegneri delle registrazioni
- Spud Murphy - foto copertina album originale
- George Underwood - interno copertina album originale
- Hipgnosis - design copertina album originale
- June Child - progetto copertina album originale

## Classifica
Album
| Anno | Classifica            | Posizione raggiunta |
| ---- | --------------------- | ------------------- |
| 1971 | Official Albums Chart | 1                   |

Singoli
| Anno | Titolo del brano | Classifica             | Posizione raggiunta |
| ---- | ---------------- | ---------------------- | ------------------- |
| 1971 | Hot Love         | Official Singles Chart | 1                   |
| 1971 | Get It On        | Official Singles Chart | 1                   |
| 1971 | Jeepster         | Official Singles Chart | 2                   |